# Trupejevo Poldne
Il monte Trupejevo Poldne con 1.931 m s.l.m. è una montagna della catena delle Caravanche, nel comune di Kranjska Gora.